# (939) Isberga
(939) Isberga es un asteroide perteneciente al cinturón de asteroides descubierto el 4 de octubre de 1920 por Karl Wilhelm Reinmuth desde el observatorio de Heidelberg-Königstuhl, Alemania.
Está posiblemente nombrado por una chica del calendario Lahrer Hinkender Bote.

## Características orbitales
Isberga forma parte de la familia asteroidal de Flora.